# 莱雄伊什体育俱乐部
歷索斯體育俱樂部（Leixões Sport Club）是葡萄牙的一家體育俱樂部。其下設有多個體育部門，包括足球、拳擊、空手道、排球、游泳、台球等。其中以足球部門最為知名。

## 歷史
俱樂部成立於1907年，歷索斯在過去是葡萄牙強隊之一，但在1977年遭到降級。在2001/02賽季，歷索斯在葡萄牙杯賽事中獲得亞軍，因而獲得了參加聯盟杯的資格。在2007/08賽季，歷索斯重新回到了葡萄牙國內頂級聯賽。
越南國腳黎公荣曾於2009年外借到歷索斯效力。

## 榮譽
- 葡萄牙甲級联赛〈第二級〉冠軍：2006/07年；
- 葡萄牙乙級联赛北部賽區〈第三級〉冠軍：2002/03年；
- 葡萄牙盃冠軍：1960/61年；亞軍：2001/02年；
- 葡萄牙超級盃亞軍：2001/02年；

## 外部連結
- （葡萄牙文） Official site of Leixões Sport Club
- （英文） Detailed up-to-date Leixões news （页面存档备份，存于）